# Väster-Kroksjön, Lappland
Väster-Kroksjön är en sjö i Åsele kommun i Lappland och ingår i Gideälvens huvudavrinningsområde. Sjön har en area på 0,0797 kvadratkilometer och ligger 306,1 meter över havet.

## Delavrinningsområde
Väster-Kroksjön ingår i det delavrinningsområde (713024-160602) som SMHI kallar för Mynnar i Lavsjöåns vattendragsyta. Medelhöjden är 360 meter över havet och ytan är 20,89 kvadratkilometer. Räknas de 14 avrinningsområdena uppströms in blir den ackumulerade arean 83,25 kvadratkilometer. Stensjöbäcken som avvattnar avrinningsområdet har biflödesordning 3, vilket innebär att vattnet flödar genom totalt 3 vattendrag innan det når havet efter 147 kilometer. Avrinningsområdet består mestadels av skog (86 procent). Avrinningsområdet har 0,7 kvadratkilometer vattenytor vilket ger det en sjöprocent på 3,3 procent.